# Mirko Selvaggi
Pour les articles homonymes, voir Selvaggi.
Mirko Selvaggi (né le 11 février 1985 à Pieve a Nievole, dans la province de Pistoia, en Toscane) est un coureur cycliste italien, professionnel de 2008 à 2016.

## Biographie
Vainqueur d'étape du Tour de Toscane espoirs en 2007, Mirko Selvaggi passe professionnel dans l'équipe Cycle Collstrop en 2008.
Il rejoint l'année suivante Amica Chips-Knauf, qui s'arrête dès le mois de mai.
En 2010, il signe un contrat avec l'équipe Astana pour son expérience des classiques.
En 2011, il rejoint l'équipe néerlandaise Vacansoleil-DCM. Il dispute avec celle-ci ses deux premiers grands tours, les Tours d'Italie 2011 et 2012.
En fin d'année 2013, l'équipe Vacansoleil disparaît. Selvaggi est embauchée l'année suivante par l'équipe belge Wanty-Groupe Gobert.
Fin 2015, c'est avec l'équipe continentale professionnelle Androni Giocattoli-Sidermec qu'il s'engage. Cette signature lui offre la possibilité de courir dans une formation italienne pour la première fois depuis ses débuts chez les professionnels. Non-conservé à l'issue de la saison 2016, il met fin à sa carrière.

## Palmarès

### Palmarès amateur
- 2006
  - 3e du Trofeo Festa Patronale
- 2007
  - Trophée Tempestini Ledo
  - 2e étape du Tour de Toscane espoirs
  - 2e du Grand Prix de Poggiana
  - 2e de Milan-Busseto
  - 2e de la Coppa Guinigi
  - 3e du Tour de Toscane espoirs
  - 3e du Gran Premio Ezio Del Rosso

### Palmarès professionnel
- 2012
  - 2e de la Classic Loire-Atlantique

## Résultats sur les grands tours

### Tour d'Italie
- 2011 : 116e
- 2012 : 122e

## Classements mondiaux
| Année           | 2006 | 2007 | 2008  | 2009 | 2010 | 2011 | 2012 | 2013 | 2014 |
| --------------- | ---- | ---- | ----- | ---- | ---- | ---- | ---- | ---- | ---- |
| UCI Asia Tour   |      |      | 316e  |      |      |      |      |      |      |
| UCI Europe Tour | 968e | 522e | 1198e |      |      |      |      |      | 717e |